# Máté Judit
Máté Judit (Budapest, 1948. február 7. –) újságíró, műfordító, szerkesztő, tolmács

## Élete
Házastársa Faragó Jenő újságíró, író, gyermeke Faragó Judit Rita, táncművész, színésznő.
Az 1970-es években újságíróként rendszeresen publikált  a Népszavában, 26 éven a Képes Újság munkatársa, később főmunkatársaként dolgozott a MÚOSZ tagjaként.  Cikkei, interjúi megjelentek más, különböző napi- és hetilapokban is. Az 1980-as évek közepétől több saját könyve és fordítása is megjelent. Jelentős, elsősorban kortárs olasz szerzők darabjait fordította le, amelyeket különböző színházak tűztek műsorra. Nagyobb interjúkat, riportokat készített olasz művészekkel. A Rádióinform, az első magyar-olasz online rádió PR igazgatója.

## Munkássága

### Könyvei
- A Cinecittá szalonja (szerző) Ifjúsági Lap-és Könyvkiadó (1985)
- Szemtől szembe: Monica Vitti (szerző) Gondolat Kiadó (1985)
- Cinzia Sasso-Susanna Zucchelli: Csak egy órácskát kérek (fordító) Hermész Kiadó (2005)
- A jégleány (fordító) Pro Novo Kiadó (2006)
- Felhőcske Olga (fordító) Pro Novo Kiadó (2006)
- Egy nyár a szörnnyel (fordító) Medicina Kiadó (2010)
- Kultúrák találkozása a lélekgyógyászatban (szerző) Medicina Kiadó (2012)
- Gitárkönyv (fordító) Kossuth Kiadó (2012)
- Az agrárium tudósai (portrékötet a Magyar Tudományos Akadémia kiemelkedő személyiségeiről, szerző, 2013)[4]
- Boldogságkönyv (Kossuth Kiadó, 2013, szerző)
- Sorskönyv (Kossuth Kiadó, 2014, szerző)
- Több tucat könyv szerkesztője, főszerkesztője

### Egyéb publikációi
- Több száz cikk, riport, interjú, tárca stb.

### Televízió
- Portréfilmek, riportok  világhírű olasz művészekkel, szerkesztő-riporter (Federico Fellini, Nino  Manfredi, Vittorio Gassman, Alberto Sordi, Giulietta Masina, Marco  Ferreri, Franco Nero, Luciano Pavarotti, Gianni Morandi, Raf Vallone, Rita Pavone).

### Film
- Antal története (társ-forgatókönyvíró, R: Pasquale Squitieri) RAI (Radio Televisione Italiana).

### Színház
- Nino Manfredi - Nino Marino: Könnyű erkölcsök (Radnóti Színház) fordító[5][6]
- Dino Buzzati: Otthon, egyedül (Veszprém, Latinovits Játékszín) fordító,[7]
- Luigi Pirandello: Egy, senki, százezer (Veszprém, Latinovits Játékszín, regény fordítása és színházi  adaptációja)[7]
- Pier Paolo Pasolini: Püladesz   (fordító) Merlin Színház
- Dario Fo: Ördög bújjék (fordító) Budaörsi Játékszín[8]
- Dacia Maraini: Mária és Erzsébet (fordító) Budapesti Kamaraszínház + Új Színház

## Díjai, elismerései
- Pirandello-díj (Agrigento, 1993)[9]
- Az olasz kultúráért díj (2003)